# Ісмет Гірітлі
Ісмет Гірітлі (17 квітня 1924, Крим —3 лютого 2007, Стамбул) — професор і автор турецького права.

## Біографія
Він народився у Криму в 1924 році. Отримавши тут початкову освіту, вступив до середньої школи Кабаташа. Потім — на юридичний факультет Стамбульського університету і став професором кафедри адміністративного права цього ж факультету у 1964 році.
Гірітлі — один із учених, який готував Конституцію 1961 року, обраний до складу Установчої ради як представник адвокатури.
Ісмет Гірітлі — очільник національної молодіжної організації Туреччини (TMGT) та голова турецької делегації Організації Об'єднаних Націй, консультант турецької делегації.
Він також був першим членом правління ТРТ і очолював її між 1964—1968 роками. Професор. У січні 1968 року Гірітлі очолив першу команду телевізійного мовлення.
Ісмет Гірітлі працював запрошеним викладачем юридичної школи Колумбійського університету між 1958—1959 роками та в Інституті Близького Сходу Колумбійського університету між 1968—1969 роками.
Опублікував підручник під назвою «П'ятдесят років турецького політичного розвитку 1919—1969 років».
У період з 1971 по 1972 рік у Джорджтаунському університеті Вашингтону, округ Колумбія, він викладав американо-радянську конкуренцію на Близькому Сході. Написав англійською мовою книгу «Супердержави на Близькому Сході», яка була серед видань у Міжнародних центрах наук Вудро Вілсона, вивчалася на юридичному факультеті Стамбульського університету.
У період з 1978 по 1979 рік як старший науковий співробітник він проводив семінари з нафтової політики в Університеті Глазго.
У період з 1982 по 1991 рік Гірітлі був членом дирекції вищої школи Університету преси та радіомовлення Мармари та Вищої ради радіо і телебачення, а також був головним членом вищої інституції Ататюрка, і обраний до Мексиканської академії міжнародного права у 1976 році.
Гірітлі, який отримав титул французької Palmes Academiques і титул Шевальє у 1985 році, знав англійську, російську та французьку мови.
Гірітлі, який опублікував понад 50 книг і безліч статей, з 1999 року був викладачем юридичного факультету Стамбульського університету Кюльтюр.
Дізнавшись про рак на голівці підшлункової залози у 2006 році, Гірітлі тривалий час лікувався у столичній лікарні Флоренс Соловей. Провівши останні 15 днів у реанімації, він помер 3 травня 2007 року.

## Праці
- Конституційне право, Державні публікації
- Ataturkism, Der Publications Today
- Комунікація сьогодні (події, проблеми-спостереження), публікації Der
- Сьогодні права людини, публікації Der
- Адміністративне право 1, Der Publishing
- Адміністративне право 2, видавництво Der
- Нафта та політика боротьби з чорним золотом, Toker Publishing
- Лівий націоналізм та Туреччина, публікації Token
- Історія турецької революції з ювілеями, публікації Der
- Ататюрк і Кемалізм у різних аспектах, публікації Der
- Адміністративна структура Туреччини, організація державного управління, Der Publications
- Нафта та політика боротьби з чорним золотом, Toker Publishing
- Atatürk and Kemalism, Der Publications
- Деякі події та проблеми під час переходу до 1990-х років, Der Yayınları
- Коротка історія турецької революції (визволення та встановлення), Бета-видавництво